# Eduard Son
Eduard Wassiljewitsch Son (kasachisch/russisch Эдуард Васильевич Сон; * 18. August 1964 in Qaraghandy) ist ein ehemaliger sowjetisch-kasachischer Fußballspieler.

## Karriere
Eduard Son ist koreanischer Abstammung. Er begann seine Karriere im Jahre 1981 bei Kairat Almaty. Von 1986 bis 1987 spielte er bei Iskra Smolensk. 1988 wechselte er zum sowjetischen Erstligisten Dnipro Dnipropetrowsk. Nach dem Zerfall der Sowjetunion wurde der Stürmer vom französischen Verein AC Ajaccio verpflichtet, wo er 1993 seine aktive Laufbahn beendete.